# Instituto de Musicología «Monseñor Luis Manresa Formosa, S.J.»
El Instituto de Musicología «Monseñor Luis Manresa Formosa, S.J.» es una unidad de investigación musicológica y sociocultural de la Universidad Rafael Landívar de Guatemala.

## Historia
En 1990 el entonces Rector Monseñor Luis Manresa Formosa, S.J., encomendó al compositor y musicólogo Dieter Lehnhoff  la estructuración de este nuevo instituto de investigaciones; la propuesta de creación fue aprobada por el Consejo Directivo de la Universidad el 3 de abril de 1991. Los proyectos llevados a cabo desde entonces incluyen el rescate y clasificación del fondo musical del Archivo Histórico Arquidiocesano “Francisco de Paula García Peláez” de la Catedral Metropolitana de Guatemala, la edición de materiales impresos y fonográficos, la participación por invitación en numerosos congresos y festivales internacionales, y la colaboración con importantes proyectos editoriales internacionales. 
La Universidad Rafael Landivar estableció su Instituto de Musicología en respuesta a la necesidad de investigación de los legados musicales históricos y étnicos de extraordinaria riqueza con los cuales cuenta Guatemala. A través del trabajo del Instituto de Musicología, que desde 2007 lleva el nombre de Monseñor Luis Manresa Formosa, la universidad realiza una contribución al proceso de fortalecimiento de la identidad nacional, así como también al enriquecimiento del acervo de conocimientos de la humanidad. Estos objetivos generales se logran a través de metas específicas del Instituto que consisten en preservar, recopilar, clasificar, estudiar y difundir las expresiones musicales de Guatemala a través de su historia, divulgando la cultura musical guatemalteca tanto en el ámbito nacional como también internacional.

## Publicaciones
Entre las publicaciones del Instituto se destacan varias categorías, a través de las cuales se ha difundido el nuevo conocimiento generado acerca de la música de Guatemala desde la era prehispánica hasta la actualidad. Destacan los escritos lexicográficos en varias obras de referencia internacional, así como libros, series de partituras, artículos en publicaciones especializadas y grabaciones digitales. En resumen, se han publicado 161 capítulos, artículos y voces en 9 obras internacionales de referencia, 5 libros, 4 series de partituras con obras guatemaltecas previamente inéditas y 10 números del Anuario Musical con 92 trabajos de 42 autores de renombre internacional.     

### Escritos lexicográficos
Destaca la elaboración por parte del Catedrático y Director del Instituto Dr. Dieter Lehnhoff, de numerosos capítulos y artículos lexicográficos sobre la música de Guatemala en publicaciones internacionales como el Diccionario de la Música Española e Hispanoamericana]] (Madrid: Sociedad General de Autores y Editores), The New Grove Diccionary of Music and Musicians (Londres: MacMillan), The Universe of Music: A History (Nueva York: UNESCO), el Atlas du Baroque (París: UNESCO), y la Historia General de Guatemala (Guatemala: Amigos del País, 6 vols., 1992-1999). 

### Libros
Además de la revista, la universidad ha publicado los siguientes libros del Dr. Lehnhoff: Espada y pentagrama: la música polifónica en la Guatemala del siglo XVI (1986), así como también Rafael Antonio Castellanos: vida y obra de un músico guatemalteco (1994) y Música y músicos de Guatemala (1995), este último publicado como uno de los números del Anuario Musical de la revista Cultura de Guatemala. En un proyecto de cooperación con el Instituto de Musicología, el Comité Internacional de la Cruz Roja CICR publicó el libro Huellas de la guerra en el arte musical (1999). Una obra de referencia obligada, que resume el devenir histórico de la composición musical en Guatemala, es el libro Creación musical en Guatemala, editado en conjunto con la Editorial Galería Guatemala de la Fundación G&T Continental (2005). 

### Anuario musical de la revistaCultura de Guatemala
En 1994 el entonces Rector Dr. Gabriel Medrano Valenzuela destinó uno de los números cuatrimestrales de la revista Cultura de Guatemala a la publicación de artículos musicológicos, con el subtítulo de Anuario Musical. Se han publicado diez números (1994-2003) conteniendo 92 artículos de 42 autores. 

### Partituras
Antología de la Música Sacra de Guatemala, cuyo primer tomo contiene las dos Misas a cuatro voces a cappella compuestas por Pedro Bermúdez en Santiago de Guatemala entre 1598 y 1603; el segundo contiene el Magnificat de Gaspar Fernández (1602) y el tercero la Misa de San Isidro de Dieter Lehnhoff (2001). Otras partituras editadas corresponden a obras de los compositores José Eulalio Samayoa, José Escolástico Andrino, Julián Paniagua Martínez e Indalecio Castro.

### Grabaciones digitales
El Instituto ha colaborado en la producción de grabaciones digitales con obras musicales compuestas durante los diferentes períodos históricos de Guatemala y Centroamérica, que fueron preparadas, realizadas y dirigidas por el Dr. Lehnhoff con la participación de destacados artistas y agrupaciones nacionales. El Instituto apoyó la investigación, paleografía y realización de las partituras, y el lanzamiento de discos compactos. Asimismo, el Instituto ha apoyado el programa radial Barroco de dos Mundos difundido a partir de 2001 todos los viernes de 20:00 a 21:00 horas por Radio Faro Cultural 104.5 FM por la Maestra Cristina Altamira en la Ciudad de Guatemala.